# فریگیت کلاس راتسای
فریگیت کلاس راتسای (به انگلیسی: Rothesay-class frigate) یک کلاس از کشتی است که طول آن 370 ft o/a (113 m) می‌باشد.